# زه کارلوس (بازیکن فوتبال، زاده ۱۹۵۴)
ژوزه کارلوس دوس سانتوس با نام مستعار زه کارلوس (پرتغالی: Zé Carlos؛ زادهٔ ۱۷ مارس ۱۹۵۴) بازیکن فوتبال اهل برزیل بود.
از باشگاه‌هایی که در آن بازی کرده‌است می‌توان به باشگاه فوتبال فلومیننزه و باشگاه فوتبال گوارانی اشاره کرد.
وی همچنین در تیم ملی فوتبال برزیل بازی کرده‌است.